# Pieni-Onkamo
Pieni-Onkamo eller Pieni Onkamojärvi är en sjö i Finland. Den ligger i kommunerna Joensuu, Bräkylä och Tohmajärvi i landskapet Norra Karelen, i den sydöstra delen av landet, 400 km nordost om huvudstaden Helsingfors. Pieni-Onkamo ligger 77 meter över havet. Den är 7,4 meter djup. Arean är 12,61 kvadratkilometer och strandlinjen är 47,57 kilometer lång. Sjön  ingår i Vuoksens huvudavrinningsområde. 